# Missão de Consolidação da Paz na República Centro-Africana
A Missão de Consolidação da Paz na República Centro-Africana (MICOPAX) foi uma missão da Força Multinacional da África Central (FOMAC), com apoio financeiro e logístico da União Europeia e da França. Seu objetivo foi garantir a segurança dos civis na República Centro-Africana, entrando em vigor em 12 de julho de 2008, substituindo a Força Multinacional na República Centro-Africana (FOMUC), criada em 2 de outubro de 2002.
A MICOPAX concluiu suas atividades em 15 de dezembro de 2013, sendo substituída pela Missão Internacional de Apoio à República Centro-Africana (MISCA), liderada pela União Africana.